# Chuyển giao Hồng Kông
Chuyển giao chủ quyền Hồng Kông, thường được gọi tắt là chuyển giao Hồng Kông (hay đơn giản là Bàn giao, cũng được gọi là sự trở lại của CHND Trung Hoa và chính quyền đại lục tại Hồng Kông), xảy ra vào nửa đêm ngày 1 tháng 7 năm 1997, khi Vương quốc Anh chấm dứt chính quyền thuộc địa Hồng Kông và chuyển quyền kiểm soát lãnh thổ cho Trung Quốc. Hồng Kông trở thành một khu vực hành chính đặc biệt và tiếp tục duy trì các hệ thống quản lý và kinh tế tách biệt với các hệ thống của Trung Quốc đại lục.
Sự kiện này đã chấm dứt 156 năm cai trị của thực dân Anh tại Hồng Kông. Lãnh thổ này là sở hữu đáng kể ở nước ngoài cuối cùng của nước Anh. Với dân số khoảng 6,5 triệu người vào năm 1997, Hồng Kông chiếm 97% tổng dân số của tất cả các Lãnh thổ phụ thuộc của Anh tại thời điểm đó. Việc bàn giao được một số người coi là đánh dấu dứt khoát sự kết thúc của Đế quốc Anh.

## Tổng quan

Anh mua lại đảo Hồng Kông vào năm 1842, Bán đảo Cửu Long năm 1860 và thuê lại Tân Giới vào năm 1898.

Vào khoảng những năm 1820 và 1830, người Anh đã chinh phục các vùng của Ấn Độ và có ý định trồng bông ở những vùng đất này để bù đắp số lượng bông mà họ mua từ Mỹ. Khi nỗ lực này thất bại, người Anh nhận ra họ có thể trồng cây anh túc tại đây với tốc độ đáng kinh ngạc. Những cây anh túc này sau đó có thể được biến thành thuốc phiện, thứ mà người Trung Quốc rất mong muốn. Vì vậy, kế hoạch của Anh đã trồng cây anh túc ở Ấn Độ, chuyển đổi nó thành thuốc phiện, buôn bán thuốc phiện ở Trung Quốc để lấy trà và bán lại trà ở Anh. Việc bán thuốc phiện rất thành công và thuốc phiện được xuất khẩu sang Trung Quốc với khối lượng cực lớn.
Vương quốc Anh giành quyền kiểm soát các phần lãnh thổ của Hồng Kông thông qua ba hiệp ước với nhà Thanh Trung Quốc:
- 1842 Hiệp ước Nam Kinh: Đảo Hồng Kông được nhượng lại vĩnh viễn
- Công ước Bắc Kinh năm 1860: Bán đảo Cửu Long và Đảo Stonecutter được nhượng lại
- Công ước 1898 về mở rộng lãnh thổ Hồng Kông: Tân Giới và các đảo xa được thuê trong 99 năm cho đến năm 1997

Bất chấp tính chất hữu hạn của hợp đồng thuê Tân Giới, phần thuộc địa này được phát triển nhanh chóng và trở nên hòa nhập cao với phần còn lại của Hồng Kông. Vào thời điểm các cuộc đàm phán nghiêm túc về tình trạng tương lai của Hồng Kông vào những năm 1980, việc tách các vùng lãnh thổ bị nhượng lại và chỉ trả lại Tân Giới cho Trung Quốc được cho là phi thực tế. Ngoài ra, với sự khan hiếm đất đai và tài nguyên thiên nhiên ở đảo Hồng Kông và Cửu Long, các khoản đầu tư cơ sở hạ tầng quy mô lớn đã được thực hiện ở Tân Giới, với những đột phá nằm trong ngày 30 tháng 6 năm 1997.
Khi Cộng hòa Nhân dân Trung Hoa giành được ghế tại Liên Hợp Quốc do Nghị quyết Đại hội đồng Liên Hợp Quốc 2758 năm 1971, nước này bắt đầu có các hành động ngoại giao về vấn đề chủ quyền của Hồng Kông và Ma Cao. Tháng 3/1972, đại diện của Trung Quốc tại Liên Hợp Quốc Hoàng Hoa đã viết thư cho Ủy ban Phi Thực dân hóa của Liên Hợp Quốc để nêu quan điểm của chính phủ Trung Quốc:
"Các câu hỏi về Hồng Kông và Ma Cao thuộc về loại câu hỏi xuất phát từ một loạt các hiệp ước bất bình đẳng mà các đế quốc đã áp đặt đối với Trung Quốc. Hồng Kông và Ma Cao là một phần lãnh thổ Trung Quốc bị chính quyền Anh và Bồ Đào Nha chiếm đóng. Hồng Kông và Ma Cao hoàn toàn nằm trong chủ quyền của Trung Quốc và hoàn toàn không thuộc phạm trù lãnh thổ thuộc địa thông thường. Do đó, chúng không nên được đưa vào danh sách các lãnh thổ thuộc địa được tuyên bố về việc trao độc lập cho các lãnh thổ và người dân thuộc địa. Đối với các câu hỏi về Hồng Kông và Ma Cao, chính phủ Trung Quốc luôn kiên định rằng chúng nên được giải quyết theo cách thích hợp khi điều kiện chín muồi. " 
Cùng năm, vào ngày 8 tháng 11, Đại hội đồng Liên Hợp Quốc đã thông qua nghị quyết loại bỏ Hồng Kông và Ma Cao khỏi danh sách chính thức các thuộc địa.
Vào tháng 3 năm 1979, Thống đốc Hồng Kông, Murray MacLehose, đã có chuyến thăm chính thức đầu tiên tới Cộng hòa Nhân dân Trung Hoa (PRC), chủ động nêu câu hỏi về chủ quyền của Hồng Kông với Đặng Tiểu Bình. Nếu không làm rõ và thiết lập vị trí chính thức của chính phủ Trung Quốc, việc sắp xếp các hợp đồng cho thuê bất động sản và các hợp đồng cho vay ở Hồng Kông trong vòng 18 năm tới sẽ trở nên khó khăn.
Đáp lại những lo ngại về hợp đồng thuê đất ở Tân Giới, MacLehose đề xuất rằng chính quyền Anh của toàn bộ Hồng Kông, trái với chủ quyền, được phép tiếp tục sau năm 1997. Ông cũng đề xuất rằng các hợp đồng bao gồm cụm từ "kéo dài miễn là Hoàng gia cai quản lãnh thổ ".
Trên thực tế, ngay từ giữa những năm 1970, Hồng Kông đã phải đối mặt với rủi ro tăng thêm các khoản vay cho các dự án cơ sở hạ tầng quy mô lớn như hệ thống Đường sắt Giao thông (Mass Transit Railway - MTR) và một sân bay mới. Bất ngờ vì không chuẩn bị, Đặng khẳng định sự cần thiết của việc Hồng Kông trở lại Trung Quốc, theo đó Hồng Kông sẽ được chính phủ Trung Quốc trao cho tình trạng đặc biệt.
Chuyến thăm của MacLehose tới Trung Quốc đã vén màn về vấn đề chủ quyền của Hồng Kông: Nước Anh đã nhận thức được khát vọng của Trung Quốc trong việc khôi phục chủ quyền đối với Hồng Kông và bắt đầu thực hiện các thỏa thuận phù hợp để đảm bảo quyền lợi của mình trong lãnh thổ, cũng như bắt đầu tạo ra một kế hoạch thoát ly trong trường hợp khẩn cấp.
Ba năm sau, Đặng tiếp đón cựu Thủ tướng Anh Edward Heath, người được phái đi làm đặc phái viên của Thủ tướng Margaret Thatcher để thiết lập sự hiểu biết về quan điểm của Trung Quốc liên quan đến câu hỏi về Hồng Kông; Trong cuộc họp này, Đặng đã vạch ra kế hoạch của mình để biến Hồng Kông thành một đặc khu kinh tế, sẽ giữ lại hệ thống tư bản của lãnh thổ này dưới chủ quyền của Trung Quốc.
Cùng năm đó, Edward Youde, người kế nhiệm MacLehose với tư cách là Thống đốc thứ 26 của Hồng Kông, đã dẫn đầu một phái đoàn gồm 5 Ủy viên điều hành đến London, bao gồm Chung Sze-yuen, Lydia Dunn và Roger Lobo. Chung đã trình bày quan điểm của họ về chủ quyền của Hồng Kông đối với Thatcher, khuyến khích bà cân nhắc lợi ích của người dân Hồng Kông bản địa trong chuyến thăm Trung Quốc sắp tới của bà.
Trước sự cởi mở ngày càng tăng của chính phủ Trung Quốc và cải cách kinh tế ở đại lục, Thủ tướng Anh lúc đó Margaret Thatcher đã tìm kiếm thỏa thuận của Trung Quốc để tiếp tục sự hiện diện của Anh trên lãnh thổ này.
Tuy nhiên, Trung Quốc đã có một lập trường trái ngược: Trung Quốc không chỉ muốn Tân Giới, vốn được cho thuê đến năm 1997, được đặt dưới quyền tài phán của Trung Quốc, mà còn từ chối công nhận " các hiệp ước bất công và bất bình đẳng " theo đó đảo Hồng Kông và Cửu Long đã được nhượng lại cho Anh vĩnh viễn. Do đó, Trung Quốc chỉ công nhận chính quyền Anh ở Hồng Kông, nhưng không công nhận chủ quyền của Anh.

## Thảo luận

### Trước khi đàm phán
Trước chuyến thăm của Thống đốc MacLehose, Anh và Trung Quốc đã thiết lập liên hệ ngoại giao ban đầu để thảo luận thêm về vấn đề Hồng Kông, mở đường cho chuyến thăm đầu tiên của Thatcher đến Trung Quốc vào tháng 9 năm 1982.
Margaret Thatcher, trong cuộc thảo luận với Đặng Tiểu Bình, đã nhắc lại tính hợp lệ của việc gia hạn hợp đồng thuê lãnh thổ Hồng Kông, đặc biệt là về các hiệp ước ràng buộc, bao gồm Hiệp ước Nam Kinh năm 1842, Công ước Bắc Kinh năm 1856 và Công ước về Gia hạn lãnh thổ Hồng Kông ký năm 1890.
Đáp lại, Đặng Tiểu Bình đã trích dẫn rõ ràng việc không thỏa hiệp đối với câu hỏi về chủ quyền đối với Hồng Kông; Trung Quốc, với tư cách là người kế thừa của triều đại nhà Thanh và Trung Hoa Dân Quốc trên đất liền, sẽ lấy lại toàn bộ Tân Giới, Cửu Long và đảo Hồng Kông. Trung Quốc coi các hiệp ước về Hồng Kông là không bình đẳng và cuối cùng từ chối chấp nhận bất kỳ kết quả nào cho thấy sự mất chủ quyền vĩnh viễn đối với khu vực Hồng Kông, bất kể các hiệp ước trước đây là gì.
Trong cuộc hội đàm với Thatcher, Trung Quốc đã lên kế hoạch xâm chiếm và chiếm giữ Hồng Kông nếu các cuộc đàm phán tạo ra bất ổn ở đây. Thatcher sau đó nói rằng Đặng đã nói thẳng thừng với bà rằng Trung Quốc có thể dễ dàng chiếm Hồng Kông bằng vũ lực, nói rằng "Tôi có thể tiến vào và chiếm toàn bộ Hồng Kông trong chiều nay", bà trả lời rằng "tôi không thể làm gì để ngăn cản ông," nhưng thế giới bây giờ sẽ biết Trung Quốc là quốc gia như thế nào ".
Sau chuyến thăm với Đặng ở Bắc Kinh, Thatcher đã được đón nhận tại Hồng Kông với tư cách là Thủ tướng đầu tiên của Anh đặt chân lên lãnh thổ này khi còn đương chức. Tại một cuộc họp báo, Thatcher nhấn mạnh lại tính hợp lệ của ba hiệp ước, khẳng định sự cần thiết của các quốc gia tôn trọng các điều ước quốc tế về các điều khoản phổ quát: "Có ba hiệp ước tồn tại; Hiện tại, chúng tôi gắn bó với các hiệp ước của mình. " 
Đồng thời, tại phiên họp thứ 5 của Đại hội Nhân dân toàn Trung Quốc lần thứ 5, hiến pháp nước này đã được sửa đổi để bao gồm một Điều 31 mới, trong đó tuyên bố rằng quốc gia có thể thiết lập Khu vực hành chính đặc biệt (SAR) khi cần thiết.
Điều khoản bổ sung trên sẽ có ý nghĩa to lớn trong việc giải quyết các vấn đề của Hồng Kông và Ma Cao sau này, đưa vào ý thức xã hội khái niệm " Một quốc gia, hai chế độ ". Khái niệm này sẽ hữu ích để triển khai cho đến khi các lãnh thổ được thu về và các điều kiện đã chín muồi cho việc bãi bỏ dần dần mô hình cũ.

### Đàm phán bắt đầu
Vài tháng sau chuyến thăm của Thatcher tới Bắc Kinh, chính phủ Trung Quốc vẫn chưa mở các cuộc đàm phán với chính phủ Anh liên quan đến chủ quyền của Hồng Kông.
Ngay trước khi bắt đầu các cuộc đàm phán chủ quyền, Thống đốc Youde tuyên bố ý định đại diện cho dân số Hồng Kông tại các cuộc đàm phán. Tuyên bố này đã gây ra phản ứng mạnh mẽ từ Trung Quốc, khiến Đặng Tiểu Bình tố cáo nói về cái gọi là "kiềng ba chân ", ngụ ý rằng Hồng Kông là một phần của thỏa thuận về tương lai của lãnh thổ này, cùng với Bắc Kinh và London.
Ở giai đoạn sơ bộ của các cuộc đàm phán, chính phủ Anh đã đề xuất một cuộc trao đổi chủ quyền cho chính quyền và việc sắp xếp một chính quyền của Anh sau khi bàn giao.
Chính phủ Trung Quốc từ chối, cho rằng các khái niệm về chủ quyền và chính quyền là không thể tách rời, và mặc dù họ công nhận Macau là một "lãnh thổ Trung Quốc dưới sự quản lý của chính quyền Bồ Đào Nha", đây chỉ là tạm thời.
Trên thực tế, trong các cuộc trao đổi không chính thức giữa năm 1979 và 1981, Trung Quốc đã đề xuất một "giải pháp Macau" tại Hồng Kông, theo đó, nó sẽ thuộc quyền quản lý của Anh theo quyết định của Trung Quốc.

## Tuyên bố chung Trung-Anh
Tuyên bố chung Trung-Anh được ký bởi Thủ tướng Chính phủ Cộng hòa Nhân dân Trung Hoa và chính phủ Vương quốc Anh vào ngày 19 tháng 12 năm 1984 tại Bắc Kinh. Tuyên bố có hiệu lực với việc trao đổi các công cụ phê chuẩn vào ngày 27 tháng 5 năm 1985 và được Cộng hòa Nhân dân Trung Hoa và chính phủ Vương quốc Anh đăng ký tại Liên Hợp Quốc vào ngày 12 tháng 6 năm 1985.
Trong Tuyên bố chung, Chính phủ Cộng hòa Nhân dân Trung Hoa tuyên bố rằng họ đã quyết định nối lại việc thực thi chủ quyền đối với Hồng Kông (bao gồm đảo Hồng Kông, Cửu Long và Tân Giới) có hiệu lực từ ngày 1 tháng 7 năm 1997 và Chính phủ Vương quốc Anh tuyên bố sẽ khôi phục Hồng Kông cho Trung Quốc có hiệu lực từ ngày 1 tháng 7 năm 1997. Trong tài liệu, Chính phủ Cộng hòa Nhân dân Trung Hoa cũng tuyên bố các chính sách cơ bản của mình đối với Hồng Kông.
Theo nguyên tắc "Một quốc gia, hai chế độ" đã được thỏa thuận giữa Vương quốc Anh và Cộng hòa Nhân dân Trung Hoa, chế độ xã hội Chủ nghĩa của Cộng hòa Nhân dân Trung Hoa sẽ không được thực hiện tại Đặc khu hành chính Hồng Kông (HKSAR), và hệ thống tư bản trước đây của Hồng Kông và cách sống của nó sẽ không thay đổi trong khoảng thời gian 50 năm. Điều này sẽ khiến Hồng Kông không thay đổi cho đến năm 2047.
Tuyên bố chung quy định rằng các chính sách cơ bản này phải được quy định trong Luật cơ bản Hồng Kông. Lễ ký kết Tuyên bố chung Trung-Anh diễn ra vào lúc 18:00, ngày 19 tháng 12 năm 1984 tại Phòng chính Tây của Đại lễ đường Nhân dân. Văn phòng Hồng Kông và Macao ban đầu đề xuất một danh sách 60-80 người Hồng Kông tham dự buổi lễ. Con số cuối cùng đã được mở rộng đến 101 người.
Danh sách này bao gồm các quan chức chính phủ Hồng Kông, thành viên của Hội đồng Lập pháp và Điều hành, chủ tịch của Tập đoàn Ngân hàng Hồng Kông và Thượng Hải và Ngân hàng Standard Chartered, các doanh nhân nổi tiếng như Li Ka-shing, Pao Yue-kong và Fok Ying-tung, và cả Martin Lee Chu-ming và Szeto Wah.

### Quyền phổ thông đầu phiếu
Luật cơ bản Hồng Kông đảm bảo, trong số những điều khác, Hồng Kông sẽ giữ lại hệ thống lập pháp, và quyền và tự do của người dân trong năm mươi năm, như một đặc khu hành chính của Trung Quốc. Quốc vụ viện Cộng hòa Nhân dân Trung Hoa duy trì sự kiểm soát đối với các vấn đề đối ngoại của Hồng Kông cũng như việc giải thích pháp lý của Luật cơ bản. Sau đó, đã khiến những người ủng hộ dân chủ và một số cư dân Hồng Kông tranh luận, sau thực tế, lãnh thổ vẫn chưa đạt được quyền phổ thông đầu phiếu như đã hứa bởi Luật cơ bản, dẫn đến cuộc cuộc biểu tình lớn năm 2014. Năm 2019, các cuộc biểu tình bắt đầu như một cuộc biểu tình chống lại luật dẫn độ, cũng dẫn đến các cuộc biểu tình lớn (1,7 triệu vào ngày 11 tháng 8 và 18 tháng 8 năm 2019), một lần nữa đòi quyền bầu cử phổ quát, nhưng cũng là sự từ chức của Lâm Trịnh Nguyệt Nga (đương kim Trưởng đặc khu Hành chính).